# Le Verdon-sur-Mer
Le Verdon-sur-Mer è un comune francese di 1 373 abitanti situato nel dipartimento della Gironda nella regione della Nuova Aquitania.

## Società

### Evoluzione demografica
Abitanti censiti